# 线叶柄果海桐
线叶柄果海桐（学名：Pittosporum podocarpum var. angustatum）为海桐花科海桐花属下的一个变种。

## 扩展阅读
- 維基物種上的相關：线叶柄果海桐